# معتمدية الروحية
معتمدية الروحية إحدى معتمديات الجمهورية التونسية، تابعة لولاية سليانة.

### مواضيع ذات علاقة
- ولاية سليانة.